# استتار (فیلم ۲۰۰۱)
استتار (انگلیسی: Camouflage) فیلمی در ژانر کمدی است که در سال ۲۰۰۱ منتشر شد. از بازیگران آن می‌توان به لسلی نیلسن اشاره کرد.